# سابر (نظام حجز السفر)

نظام التوزيع العالمي من سابر (Sabre Global Distribution System)، المملوك لشركة شركة سابر، هو نظام حجز سفر يستخدمه وكلاء وشركات السفر للبحث عن خدمات السفر والتسعير والحجز وحجز التذاكر التي تقدمها شركات الطيران والفنادق وشركات تأجير السيارات ومقدمو السكك الحديدية ومنظمي الرحلات. تم تطوير خدمة الحجز في الأصل بواسطة أمريكان إيرلاينز بمساعدة آي بي إم في عام 1960، وأصبحت متاحة للاستخدام من قبل وكلاء السفر الخارجيين في عام 1976 وأصبحت مستقلة عن شركة الطيران في مارس 2000.

## ملخص
تم تنظيم الشركة الأم للنظام في ثلاث وحدات عمل:
- شبكة سابر للسفر: نظام توزيع عالمي
- حلول سابر للخطوط الجوية: تكنولوجيا الطيران
- حلول الضيافة من سابر: حلول تقنية للفنادق

يقع المقر الرئيسي لشركة سابر في ساوث ليك بولاية تكساس، ويعمل بها موظفون في مواقع مختلفة حول العالم.

## تاريخ
اسم نظام حجز السفر هو اختصار لعبارة «بيئة أبحاث الأعمال شبه الآلية»، وكان في الأصل نمطًا مكتوبًا بأحرف كبيرة بالكامل مثل سابر. تم تطويره لأتمتة الطريقة التي حجزت بها الخطوط الجوية الأمريكية الحجوزات.
في الخمسينيات من القرن الماضي، كانت شركة أمريكان إيرلاينز تواجه تحديًا خطيرًا في قدرتها على التعامل مع حجوزات شركات الطيران بسرعة في عصر شهد نموًا كبيرًا في أعداد المسافرين في صناعة الطيران. قبل تقديم سابر، كان نظام حجز الرحلات الجوية يدوياً بالكامل، بعد أن تطور من التقنيات التي تم تطويرها في الأصل في مركز الحجز في ليتل روك، أركنساس، في عشرينيات القرن الماضي. في هذا النظام اليدوي، يقوم فريق من ثمانية مشغلين بفرز ملف دوار ببطاقات لكل رحلة. عندما يتم حجز المقعد، يضع المشغلون علامة على جانب البطاقة، ويعرفون بصريًا ما إذا كانت ممتلئة. لم يكن هذا الجزء من العملية بطيئًا إلى هذا الحد، على الأقل عندما لم يكن هناك العديد من الطائرات، ولكن المهمة الكاملة الكاملة المتمثلة في البحث عن رحلة، وحجز مقعد، ثم كتابة التذكرة قد تستغرق ما يصل إلى ثلاث ساعات في بعض الحالات، و 90 دقيقة في المتوسط. كان للنظام أيضًا مساحة محدودة للقياس. كان يقتصر على ثمانية مشغلين لأن هذا كان الحد الأقصى الذي يمكن أن يتناسب مع الملف. للتعامل مع المزيد من الاستعلامات، كان الحل الوحيد هو إضافة المزيد من طبقات التسلسل الهرمي لتصفية الطلبات إلى مجموعات. 
كانت شركة الخطوط الجوية الأمريكية قد هاجمت المشكلة بالفعل إلى حد ما، وكانت في طور تقديم جهاز (Magnetronic Reservisor) الجديد، وهو كمبيوتر كهروميكانيكي، في عام 1952 ليحل محل ملفات البطاقة. يتكون هذا الكمبيوتر من أسطوانة مغناطيسية واحدة، كل موقع ذاكرة يحتوي على عدد المقاعد المتبقية في رحلة معينة. باستخدام هذا النظام، يمكن لعدد كبير من المشغلين الوصول إلى المعلومات في وقت واحد، لذلك يمكن إخبار وكلاء التذاكر عبر الهاتف إذا كان هناك مقعد متاح. على الجانب السلبي، كانت هناك حاجة إلى موظف في كل طرف من خط الهاتف، واستغرق التعامل مع التذكرة جهدًا كبيرًا وحفظها. كانت هناك حاجة إلى شيء أكثر آلية بشكل كبير إذا كانت شركة أمريكان إيرلاينز ستدخل عصر الطائرات، وتحجز عدة مرات مقاعد أكثر.:p.100
أثناء مرحلة الاختبار من (Magnetronic Reservisor)، كان مندوب مبيعات آي بي إم رفيع المستوى، بلير سميث، يسافر على متن رحلة تابعة لشركة أمريكان إيرلاينز من لوس أنجلوس إلى شركة آي بي إم في مدينة نيويورك في عام 1953. وجد نفسه جالسًا بجوار رئيس شركة الخطوط الجوية الأمريكية سي آر سميث. بدأوا يتحدثون، مشيرين إلى أنهما يشتركان في اسم العائلة.
قبل اجتماع الفرصة هذا، كانت شركة آي بي إم تعمل مع القوات الجوية الأمريكية في مشروع بيئة الأرض شبه الأوتوماتيكية «سيج» (SAGE). استخدم «سيج» سلسلة من أجهزة الكمبيوتر الكبيرة لتنسيق تدفق الرسائل من مواقع الرادار إلى المعترضات، مما يقلل بشكل كبير من الوقت اللازم لتوجيه هجوم على قاذفة قادمة. استخدم النظام آلات الطابعة عن بُعد الموجودة في جميع أنحاء العالم لتزويد النظام بالمعلومات، ثم أرسل الطلبات مرة أخرى إلى الطابعات عن بُعد الموجودة في القواعد المقاتلة. كان من أوائل الأنظمة على الإنترنت.
لاحظ سميث وواتسون أن البنية الأساسية لنظام «سيج» (SAGE) كانت مناسبة للاستخدام في خدمات حجز الخطوط الجوية الأمريكية. سيتم وضع الطابعات عن بعد في مكاتب التذاكر التابعة لشركة أمريكان إيرلاينز لإرسال الطلبات وتلقي الردود مباشرة، دون الحاجة إلى أي شخص على الطرف الآخر من الهاتف. يمكن تتبع عدد المقاعد المتاحة على الطائرة تلقائيًا، وإذا كان هناك مقعد متاح، فيمكن إخطار وكيل التذاكر. استغرق الحجز أمرًا آخر، مع تحديث التوفر، وإذا رغبت في ذلك، يمكن اتباعه بطباعة تذكرة. 
بعد ثلاثين يومًا، أرسلت شركة آي بي إم اقتراحًا بحثيًا إلى شركة الخطوط الجوية الأمريكية، مشيرة إلى أنها توحد قواها لدراسة المشكلة. تم تشكيل فريق مكون من مهندسي شركة آي بي إم بقيادة جون سيغفريد وعدد كبير من موظفي أمريكان إيرلاينز بقيادة مالكولم بيري، مأخوذ من الحجز والحجوزات ومبيعات التذاكر، واصفاً هذا الجهد ببيئة أبحاث الأعمال شبه الآلية، أو سابر. 
تم التوقيع على ترتيب تطوير رسمي في عام 1957. بدأ أول نظام تجريبي على الإنترنت في عام 1960، استنادًا إلى حاسبين رئيسيين من نوع آي بي إم 7090 في مركز بيانات جديد يقع في برياركليف مانور، نيويورك. كان النظام ناجحًا. حتى هذه النقطة، كلف التطوير والتثبيت 40 مليون دولار (حوالي 350 مليون دولار في 2000 دولار). تم تخصيص نظام سابر بواسطة آي بي إم في الستينيات لمعالجة عدد كبير جدًا من المعاملات، مثل التعامل مع 83000 مكالمة هاتفية يومية. تولى النظام جميع وظائف الحجز في عام 1964، عندما تم تغيير الاسم إلى سابر. 
في عام 1972، تم ترحيل سابر إلى أنظمة آي بي إم نظام/360 في موقع جديد تحت الأرض في تولسا، أوكلاهوما. انضم ماكس هوبر إلى شركة الخطوط الجوية الأمريكية في عام 1972 كمدير لشركة سابر، وكان رائدًا في استخدامها. تم استخدام النظام في الأصل فقط من قبل شركة الخطوط الجوية الأمريكية، وتم توسيع النظام للوصول إليه من قبل وكلاء السفر في عام 1976.
مع تشغيل سابر، عرضت آي بي إم خبرتها لشركات الطيران الأخرى، وسرعان ما طورت «دلتاماتيك» (Deltamatic) لخطوط دلتا الجوية على آي بي إم 7074، و «باناماك» (PANAMAC) لشركة خطوط بان أمريكان العالمية باستخدام آي بي إم 7080. في عام 1968، قاموا بتعميم عملهم في PARS (نظام حجز الخطوط الجوية المبرمج)، والذي يعمل على أي عضو في عائلة آي بي إم نظام/360 وبالتالي يمكنه دعم أي شركة طيران بأي حجم. تطور مكون نظام التشغيل الخاص بـ (PARS) إلى ACP (برنامج التحكم في الخطوط الجوية)، ولاحقًا إلى TPF (مرفق معالجة المعاملات). تمت كتابة برامج التطبيق في الأصل بلغة التجميع، لاحقًا في سابرتوك، وهي لهجة خاصة بـ PL / I، والآن بلغة C و C ++.
بحلول الثمانينيات، عرضت سابر حجوزات شركات الطيران من خلال «خدمة معلومات كمبيو سيرف» (CompuServe Information Service)، و «بروديقي لخدمة الإنترنت» (Prodigy Internet Service) - (GEnie) تحت العلامة التجارية Eaasy سابر. تم تمديد هذه الخدمة إلى أمريكا أون لاين (AOL) في التسعينيات.
انفصل أميركان وصابر في 15 مارس 2000. كانت سابر شركة مطروحة للتداول العام، سابر القابضة، رمز الأسهم TSG في بورصة نيويورك للأوراق المالية حتى تم أخذها كشركة خاصة في مارس 2007. قدمت الشركة الشعار الجديد وتغيرت من اختصار «سابر» إلى الأحرف المختلطة «سابر القابضة»، عندما تم تأسيس الشركة الجديدة. الموقع الإلكتروني «ترافيلوستي» (Travelocity)، الذي تم تقديمه في عام 1996، مملوك لشركة سابر القابضة. استحوذت شركة إكسبيديا على ترافيلوسيتي في يناير 2015. تعمل وحدات الأعمال الثلاث المتبقية لشركة سابر القابضة، وهيو «سابر لشبكة السفر» (Sabre Travel Network) و «سابر لحلول الخطوط الجوية» (Sabre Airline Solutions) و«سابر لحلول الضيافة» (Sabre Hospitality)، اليوم كشركة عالمية لتكنولوجيا السفر.

## أنظمة طيران أخرى
في عام 1982، ذكرت شركة (Advertising Age) أن «يونايتد ايرلاينز تشغل نظاماً مشابهاً، أبولو، في حين أن إيسترن تشغل مارس وشركة دلتا داتاس». تم النظر في نظام خطوط برانيف الدولية «كاوبوي» (Cowboy) من قبل أنظمة البيانات الإلكترونية لبناء نظام محايد للطيران.

## الجدل
وجدت دراسة أجرتها شركة أمريكان إيرلاينز عام 1982 أن وكلاء السفر اختاروا الرحلة التي تظهر في السطر الأول أكثر من نصف الوقت. اثنان وتسعون في المائة من الوقت، كانت الرحلة المختارة تظهر على الشاشة الأولى. قدم هذا حافزًا كبيرًا للأمريكيين للتلاعب بصيغة التصنيف الخاصة بهم، أو حتى إفساد خوارزمية البحث تمامًا، لتفضيل الرحلات الجوية الأمريكية على منافسيها في نتائج نتائج البحث عن الرحلات الجوية، ولم تقاوم شركة الطيران الإغراء.
في البداية، كان هذا يقتصر على التوفيق بين الأهمية النسبية لعوامل مثل طول الرحلة، ومدى اقتراب وقت المغادرة الفعلي من الوقت المطلوب، وما إذا كانت الرحلة مرتبطة، ولكن مع كل نجاح، أصبح الأمريكيون أكثر جرأة. في أواخر عام 1981، أضافت شركة طيران نيويورك رحلة من مطار لاغوارديا إلى ديترويت، متحدية الأمريكيين في سوق مهم. لم يمض وقت طويل حتى بدأت الرحلات الجديدة تظهر فجأة في أسفل الشاشة. جفت حجوزاتها، واضطرت إلى تقليص ثماني رحلات جوية إلى ديترويت في اليوم إلى لا شيء.
في إحدى المرات، تعمد صابر حجب أسعار كونتيننتال المخفضة على 49 مسارًا كان الأمريكيون يتنافسون فيها. تم توجيه أحد موظفي سابر للعمل على برنامج يقوم تلقائيًا بإلغاء أي أسعار مخفضة يتم تحميلها في النظام.
حقق الكونجرس في هذه الممارسات، وفي عام 1983، دافع بوب كراندال، رئيس شركة أمريكان إيرلاينز، عن المعاملة التفضيلية لشركة الطيران لعروضها الخاصة في النظام. قال لهم: «العرض التفضيلي لرحلاتنا، والزيادة المقابلة في حصتنا في السوق، هي السبب التنافسي لوجود النظام في المقام الأول». لم توافق حكومة الولايات المتحدة، وفي عام 1984 حظرت ممارسات التحيز في نتائج البحث.
حتى بعد القضاء على التحيزات، كان وكلاء السفر الذين يستخدمون النظام المؤجر والخدمي من قبل شركة أمريكان إيرلاينز أكثر ميلًا إلى اختيار شركة أمريكان إيرلاينز على شركات الطيران الأخرى. وينطبق الشيء نفسه على يونايتد ونظام أبولو الخاص به.  أشارت شركات الطيران إلى هذه الظاهرة بتأثير «الهالة».
تم إلغاء قواعد الإنصاف أو السماح بانتهاء صلاحيتها في عام 2010. بحلول ذلك الوقت، لم تكن معظم أنظمة التوزيع الرئيسية مملوكة لشركات الطيران.
في عام 1987، تم إعاقة نجاح سابر في البيع لوكلاء السفر الأوروبيين بسبب رفض شركات النقل الأوروبية الكبرى بقيادة الخطوط الجوية البريطانية منح سلطة إصدار تذاكر النظام لرحلاتهم على الرغم من حصول سابر على تصريح من إياتا «خطة الفواتير والتسوية» (Billing and Settlement Plan) - (BSP) للمملكة المتحدة في 1986. رفعت شركة أمريكان إيرلاينز دعوى قضائية ضد المحكمة العليا زعمت أنه بعد وصول سابر على عتبة بابها، عرضت الخطوط الجوية البريطانية على الفور حوافز مالية لوكلاء السفر الذين استمروا في استخدام ترافيكوم وسيقيدون أي عمولات تجاوز لها. تم إنشاء ترافيكوم بواسطة فيديكوم وبريتيش إيرويز وبريتش كالدونيان وتم إطلاقها في عام 1976 كأول نظام حجوزات متعدد الوصول في العالم يعتمد على تقنية فيديكوم التي أصبحت في النهاية جزءًا من غاليليو المملكة المتحدة. لقد ربطت 49 شركة طيران دولية مشتركة (بما في ذلك الخطوط الجوية البريطانية، والكاليدونيان البريطانية، وتويوتا، وخطوط بان أمريكان العالمية، وكانتاس، والخطوط الجوية السنغافورية، والخطوط الجوية الفرنسية، ولوفتهانزا، وساس، وطيران كندا، وكيه إل إم، وأليتاليا، وكاثي باسيفيك وجال) بالآلاف من وكلاء السفر في المملكة المتحدة. سمح للوكلاء وشركات الطيران بالتواصل عبر لغة وشبكة توزيع مشتركة، والتعامل مع 97 ٪ من حجوزات الأعمال التجارية لشركات الطيران في المملكة المتحدة بحلول عام 1987.
اشترت الخطوط الجوية البريطانية في نهاية المطاف حصص في ترافيكوم التي تملكها فيديكوم وبريتش كالدونيان، لتصبح المالك الوحيد. على الرغم من أن نائب رئيس سابر في لندن، ديفيد شوارت، قدم احتجاجات إلى وزارة النقل الأمريكية ولجنة الاحتكارات البريطانية، دافعت الخطوط الجوية البريطانية عن استخدام ترافيكوم كنظام غير تمييزي حقًا في اختيار الرحلة لأن الوكيل كان لديه حق الوصول إلى حوالي 50 شركات الطيران في جميع أنحاء العالم، بما في ذلك سابر، للحصول على معلومات حول الرحلة.

## روابط خارجية
- مقابلة التاريخ الشفوي مع ر.بلير سميث. معهد تشارلز باباج، جامعة مينيسوتا، مينيابوليس. يناقش سميث كيف أدى لقاء صدفة مع سي آر سميث، رئيس شركة الخطوط الجوية الأمريكية، في النهاية إلى تطوير نظام سابر.
- كان أفضل صديق مجنون للرجال هو سابر على Wired.com
- سابر في آي بي إم100
- صابر القابضة
- عمليا هناك موقع عام لمشاهدة الحجوزات التي تمت من خلال سابر.
- تتميز بعض المحفوظات بسجل ACP / TPF وهو نظام التشغيل المستخدم في سابر

قالب:IBMقالب:American Airlines